# Zemský okres Herford
Zemský okres Herford (německy Kreis Herford) je zemský okres v německé spolkové zemi Severní Porýní-Vestfálsko, ve vládním obvodu Detmold. Sídlem správy zemského okresu je město Herford. Má přibližně 251 tisíc obyvatel. 

## Města a obce
| Města: 1. Bünde 2. Enger 3. Herford 4. Löhne 5. Spenge 6. Vlotho | Obce: 1. Hiddenhausen 2. Kirchlengern 3. Rödinghausen |